# Jaak Veltman
Jaak Veltman (Antwerpen, 6 oktober 1909 - 23 april 1976), pseudoniem van Abraham Soep, was een Belgisch schrijver en sportverslaggever.

## Levensloop
Hij was een zoon van Abraham B. Soep (Amsterdam, 1874 - Bussum, 1958), Amsterdammer van Joodse origine, vriend van Herman Gorter. Soep speelde een rol als uitgever, schrijver en activist in de Nederlandse (en tijdelijk ook Belgische) revolutionaire arbeidersbeweging. Vanaf 1900 woonde hij in Antwerpen met zijn vrouw Sophia Lazarus. Ze verliet hem, met de kinderen, in 1906 en in 1908 hertrouwde hij met Helena Veltman. In het tweede gezin, dat in 1914 Antwerpen verliet voor Nederland, kwamen naast zoon Abraham ook twee dochters. 
Jaak behaalde het diploma van elektricien en instrumentenmaker, maar begon al vroeg stukjes te schrijven voor Nederlandse sportbladen. In 1930 trok hij naar Parijs en stuurde van daar verslagen naar de Amsterdamse Sportecho. Toen de Vlaamse krant Sportwereld een advertentie plaatste voor een sportredacteur, stelde hij zich kandidaat. Hoewel er 600 andere kandidaten waren, werd hij door de sportverslaggever Karel Van Wijnendaele uitgekozen. Kort na zijn aanwerving leerde hij diens dochter Hilda kennen en ze trouwden.
Van 1930 tot 1939 was hij sportverslaggever voor Sportwereld. Vervolgens werkte hij voor Algemeen Nieuws-Sportwereld. In die jaren keerde hij naar Parijs terug en schreef van daar talrijke artikels over het sportleven in Frankrijk. Na de oorlog werkte hij achtereenvolgens voor De Nieuwe Standaard - De Nieuwe Gids en vanaf 1948 voor De Standaard. 
Bij De Standaard was hij maar gedeeltelijk sportjournalist meer en was vooral 'onze reporter ter plaatse' die van het ene onderwerp naar het andere liep. Volgens Gaston Durnez was hij de meest onrustige en de meest productieve onder alle verslaggevers. Geen onderwerp was hem te min. Zijn voorkeur ging echter naar literatuur en politieke geschiedenis. In 1965 berekende hij dat hij al ongeveer 7.500 artikels had geschreven. Tegen het einde van zijn loopbaan was dat tot minstens 10.000 geklommen.
Hij maakte ook grote reizen, waarover hij uitgebreide reportages publiceerde, onder meer:
- naar Zuid-Amerika, samen met Luc Van Gastel;
- naar Singapore;
- naar Cuba in het begin van het Castroregime;
- doorheen de Sovjet-Unie met de Trans-Siberische spoorlijn, samen met Paul Van den Abeele.

Hij had een dochter, Carolina De Maegd-Soep (1934-2012), hoogleraar slavistiek aan de Universiteit Gent en recensente Russische literatuur in de Standaard der Letteren.

## Publicaties
- Land van wielrenners. Een studie over den Vlaamschen wielrenner, De Nederlandsche Boekhandel, 1941 en A.J.G. Strenholt's Uitgeverij, Amsterdam, 1942.
- Te hooi en te gras, Davidsfonds, Leuven, 1965, een bloemlezing uit zijn krantenartikels.
- Enkele reis Moskou-Khabarovsk. De Transsiberische vertrekt om 10.05 uur, in: De Standaard, vanaf 22 juli 1971.